# Шејтанов ратник
Шејтанов ратник је српска тинејџерска хорор-комедија из 2006. године. Режију и сценарио потписује Стеван Филиповић. Главне улоге тумаче Радован Вујовић, Сташа Копривица и Милош Танасковић. Радња прати троје пријатеља који, уз сопствене тинејџерске проблеме, морају спасити свет од Шејтана. Добио је позитивне рецензије критичара и временом стекао статус култног филма.

## Радња
Филм говори о групи средњошколаца, који упадају у низ комичних и страшних ситуација. Цане (Радован Вујовић), Тића (Сташа Копривица) и Мирко (Милош Танасковић) су средњошколци, који покушавају да зауставе исконско зло. Њихов школски друг, искомплексирани Станислав (Владимир Тешовић), докопао се мистичне књиге и ослободио монструозног Шејтана. Групи се придружује и симпатични Ђомла (Вујадин Милошевић), као и Бора (Марко Мрђеновић, глуми и Шејтана). Од глумаца старије генерације појављују се Петар Божовић (Зулфикар), Бане Видаковић, Светлана Бојковић, Марко Николић (као Карађорђе), Бранислав Лечић (као Милош Обреновић), Драган Николић, Душан Јанићијевић, Ирфан Менсур, Ева Рас. и други. Као специјални гости се појављују Бора Ђорђевић, Теофил Панчић и Љубомир Врачаревић.
Невоље углавном почињу када се моћне ствари нађу у погрешним рукама. Тако је Књига која крије древно зло пала у руке... Станиславу. То не би био проблем да је поменути Станко добар дечко који помаже старицама да пређу улицу, а не штребер-психопата жељан крви другара из одељења који су га зезали. Али, зло се не да контролисати... Несрећа би можда и била спречена на време, да Бетмен и Супермен покривају територију Београда; овако је судбина света спала на Цанета, Тићу и Мирка – ученике Станковог одељења са пуним пакетом пубертетских проблема у својим џеповима. Њих троје ће се заједничким снагама пробијати кроз џунглу одељенских дизелаша, полу-лудих професора, напаљених таксиста, алтернативног позоришта и изгладнелих вампира из КСТ-а, само да би се суочили са демонским ужасом који вреба из мрака древне Србије већ неколико векова, а које чак ни Карађорђе и Књаз Милош нису успели да обуздају. Која страна ће победити, не зна се; али једно је сигурно: неки ученици никада неће дочекати матурско вече...

## Улоге
| Глумац               | Улога                   |
| -------------------- | ----------------------- |
| Радован Вујовић      | Цане                    |
| Сташа Копривица      | Тића                    |
| Милош Танасковић     | Мирко                   |
| Владимир Тешовић     | Станислав               |
| Вујадин Милошевић    | Ђомла                   |
| Марко Мрђеновић      | Бора                    |
| Марко Мрђеновић      | Шејтанов ратник         |
| Петар Божовић        | Зулфикар                |
| Бранко Видаковић     | Старац Луциус           |
| Светлана Бојковић    | Латинка                 |
| Марко Николић        | Карађорђе               |
| Бранислав Лечић      | Књаз Милош              |
| Драган Николић       | Телал                   |
| Данило Бећковић      | турски војник           |
| Јасмина Ћоровић      | Јасмина                 |
| Бора Ђорђевић        | таксиста                |
| Сена Ђоровић         | Ксенија                 |
| Душан Јанићијевић    | Ибн Ахмет               |
| Сања Кужет           | Сенка                   |
| Зоран Максимовић     | чувар капије у Џехенему |
| Владимир С. Марковић | зли професор            |
| Ирфан Менсур         | Велики везир            |
| Радослав Миленковић  | Станков отац            |
| Теофил Панчић        | Избацивач               |
| Ивана Павићевић      | Рада Бубалица           |
| Огњен Попић          | Буљубаша                |
| Никола Ракочевић     | Новица                  |
| Ева Рас              | Станкова мајка          |
| Виолета Вујић        | Даца                    |

## Награде
- Врњачка Бања: Специјална награда за сценарио.[3]

## Занимљивости
Филиповић је користио доста аутобиографског материјала, као и материјал из живота својих девојака, другова и колега из основне и средње школе, своје улице и факултета. Ликови негативаца у филму обликовани су на основу неколико Филиповићевих другова из вртића, основне и средње школе и факултета, затим из његовог кошаркашког, карате и аикидо клуба. Филм је заснован на идејама које је Филиповић почео да развија у време бомбардовања као и у неким ранијим скечевима својих професора и другарица а које је развијао још у основној школи. Чувена реченица „хоћу резултате” односи се на једног 60-годишњег комшију а обраћање речима „психопато” односи се на двојицу његових најближих другова са Вождовца. Претеча једног дела филма Шејтанов ратник јесте његов 15-минутни филм који је постао популаран још у Филиповићевој гимназији која се појављује у филму. Део филма сниман је у његовој основној школи а у филму се појављују и његове професорке из гимназије.